# David Urquhart (Politiker)

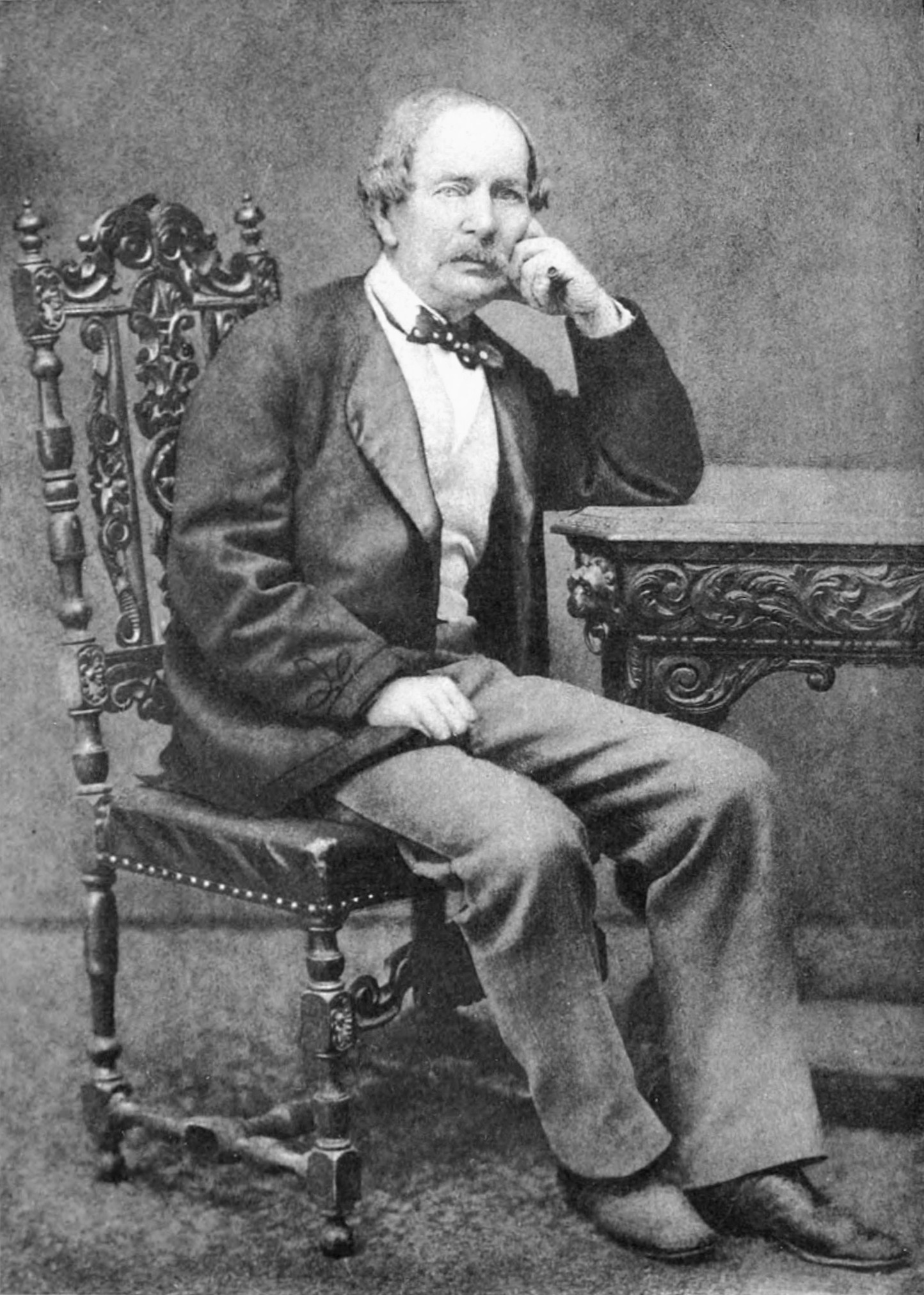
David Urquhart

David Urquhart (* 1805 in Braelangwell, Cromarty, Schottland; † 16. Mai 1877 in Neapel) war ein schottischer Diplomat, Politiker und Schriftsteller.

## Leben
David Urquhart studierte in Oxford und ging im Jahr 1827 mit Lord Cochrane nach Griechenland. Dort erlebte er den Angriff auf Salona und kehrte 1829 über Konstantinopel nach England zurück. In seinem Reisewerk Observations on European Turkey suchte er darzulegen, dass die aggressive orientalische Expansionspolitik Russlands die Interessen Großbritanniens gefährde.
Nach weiteren Reisen im Orient verfasste er sein Werk Turkey and Its Resources (1833) sowie mehrere kleinere Broschüren. In ihnen wollte er nachweisen, dass die Erhaltung des Osmanischen Reichs im Interesse der Westmächte und besonders der britischen Handelsbeziehungen liege. 1835 wurde er von Lord Palmerston zum Gesandtschaftssekretär in Konstantinopel ernannt.
In der von ihm 1835 gegründeten Zeitschrift Portfolio agitierte Urquhart weiterhin gegen den russischen Einfluss im Osmanischen Reich. Dabei schreckte er auch nicht davor zurück, eigenhändige Fälschungen vorgeblich amtlicher russischer Dokumente seinen Publikationen beizugeben.
Schon 1836 kehrte er nach Großbritannien zurück, wo er Schriften gegen das politische System Palmerstons vorlegte, unter anderem  Exposition of the Affairs of Central Asia (1840), Exposition of the Boundary Differences between Great Britain and the United States (1840) und La crise, ou la France devant les quatre puissances (1840, in Paris geschrieben). Sein wichtigstes Werk war jedoch The Spirit of the East (1838), das auch ins Deutsche übersetzt wurde.
Von 1847 bis 1852 war Urquhart Mitglied des Unterhauses. 1852 wurde er jedoch nicht wieder gewählt, und auch seine Kandidatur für die Parlamentswahlen von 1854 blieb erfolglos. Seitdem schränkte er seine öffentlichen Auftritte und seine schriftstellerische Tätigkeit ein. Er starb am 16. Mai 1877 in Neapel.

## Schriften
- 1829: Observations on European Turkey
- 1833: Turkey and Its Resources: Its Municipal Organization and Free Trade; the State and Prospects of English Commerce in the East, the New Administration of Greece, its Revenue and National Possessions. Saunders and Otley, London (Google)
  - Französische Ausgabe in zwei Bänden 1836: La Turquie; ses ressources, son organisation municipale, son commerce, suivis de considérations sur l’état du commerce anglais dans le Levant. Traduit de l’anglais par Xav. Raymond (…). Arthus-Bertrand, Paris (Google: Band I – Band II)
- 1835 (anonym): The Sultan Mahmoud, and Mehemet Ali Pasha. Third Edition. James Ridgway & Sons, London (Google)
  - Französische Ausgabe 1839: Le sultan et le pacha d’Égypte. Traduit de l’anglais. P. Dufart, Paris (Google)
- 1835: England & Russia. Being a Fifth Edition of England, France, Russia, & Turkey. Revised and Enlarged. James Ridgway & Sons, London (Textarchiv – Internet Archive)
- 1838: The Spirit of the East, Illustrated in a Journal of Travels through Roumeli during an Eventful Period. 2 Bände. Henry Colburn, London  (Google: Band I – Band II)
  - Zweite Ausgabe (Second Edition) 1839. London: Henry Colburn (Google: Band I – Band II)
  - Amerikanische Ausgabe in 2 Bänden 1839. Philadelphia: E.L. Carey & A. Hart (Google: Band I – Band II)
  - Deutsche Ausgabe in 2 Bänden 1839: Der Geist des Orients erläutert in einem Tagebuche über Reisen durch Rumili während einer ereignißreichen Zeit. Aus dem Englischen übersetzt von F. Georg Buck. J.G. Cotta, Stuttgart / Tübingen (Google: Band I – Band II)
  - Moderne deutsche Ausgabe in zwei Bänden: Reisen unter Osmanen und Griechen: Vom Peloponnes zum Olymp in einer ereignisreichen Zeit und Im Wilden Balkan: Vom Berg Olymp bis zur albanischen Adriaküste. Edition Erdmann, Wiesbaden 2008
- 1850: The Pillars of Hercules; or, A Narrative of Travels in Spain and Morocco in 1848. 2 Bände. Richard Bentley, London (Band I: Textarchiv – Internet Archive – Band III: Textarchiv – Internet Archive)
  - Amerikanische Ausgabe in zwei Bänden. Harper & Brothers, New York 1850 (Band I: Textarchiv – Internet Archive – Textarchiv – Internet Archive)
- 1851: The Mystery of the Danube. Showing how through Secret Diplomacy, that River has been closed, Exportation from Turkey arrested, and the re-opening of the Isthmus of Suez prevented. Bradbury & Evans, London (Textarchiv – Internet Archive)
- 1853: Progress of Russia in the West, North and South, by Opening the Sources of Opinion and Appropriating the Channels of Wealth and Power. Second Edition. Trübner & Co., London  (Google) [Das Buch, zuerst erschienen 1853, erlebte noch im selben Jahr fünf Auflagen]
  - Fünfte, revidierte und erweiterte Auflage 1853. James Ridgway & Sons, London (Textarchiv – Internet Archive)
  - Deutsche Ausgabe, Kassel 1854
- 1854: Recent Events in the East. Being a Reprint of Mr. Urquhart’s Contributions to the Morning Advertiser, during the Autumn of 1853. Trübner & Co., London (Google)
- 1856: The Turkish Bath; with a View to its Introduction into the British Dominions. David Bryce, London / George Purcell, Patrick & Co, Cork
  - Neue Ausgabe 1865: Manual of the Turkish Bath. Heat a Mode of Cure and a Source of Strength for Men and Animals. From Writings of Mr. Urquhart, Edited by Sir John Fife, Senior Surgeon to the Newcastle Infantry. John Churchill and Sons, London (Google)[2]
- 1860: The Lebanon: (Mount Souria.) A History and a Diary. 2 Bände. Thomas Cautley, London (Google: Band I – Band II)
- 1863 (anonym): The Secret of Russia in the Caspian & Euxine: The Circassian War as Affecting the Insurrection in Poland (…). Robert Hardwicke, London (Google)
- 1869: The Military Strength of Turkey. From Mss. Entitled “The Ottoman Empire under Abdul Medjid”, Written in 1852. Effingham Wilson, London (Google)